# Lungotevere Aventino
Il lungotevere Aventino è il tratto di lungotevere che collega il ponte Palatino a piazza dell'Emporio, a Roma, nel rione Ripa.
Il lungotevere corrisponde alle pendici del Cermalus, la zona del colle Palatino sotto la quale, secondo la leggenda, Romolo e Remo furono raccolti dalle acque del Tevere, dopo essere stati abbandonati in una cesta.
Ai fianchi del lungotevere sono situati due parchi, il parco di Sant'Alessio e il Savello.